# Felix Rank
Felix Rank (* in Wien) ist österreichischer Schauspieler.

## Leben
Felix Rank wuchs in Wien auf und absolvierte dort seine Ausbildung als Schauspieler an der Universität für Musik und darstellende Kunst Wien.
Im Anschluss an seine Ausbildung war er von 2009 bis 2012 als Ensemblemitglied am Next Liberty Kinder und Jugendtheater in Graz beschäftigt.
Im Anschluss folgte ein achtjähriges Engagement im Ensemble am Theater Phönix in Linz.
Seit 2020 ist Rank freischaffend und hat neben einigen Filmrollen verschiedene Engagements an Theatern.
2023 spielte er in Wie kommen wir da wieder raus? seine erste Rolle in einem Kinofilm unter der Regie von Eva Spreitzhofer und stand u. a. an der Seite von Caroline Peters, Simon Schwarz, Marcel Mohab, Hilde Dalik, Pia Hierzegger, Michael Ostrowski vor der Kamera.

## Filmografie
- 2006 Tom Turbo als Roko
- 2011 Schwester – Kurzfilm
- 2012 Überstunden – Kurzfilm
- 2014, 2024 SOKO Donau – Klassentreffen (Regie: Holger Gimpel), Ausgelöscht (Regie: Katharina Heigl)
- 2019  3 Freunde 2 Feinde (Regie: Sebastian Brauneis)[4]
- 2021 Verabredung im Herbst (Regie: Sebastian Brauneis)
- 2022 Blind ermittelt – Mord an der Donau (Regie: Anne Zohra Berrached)
- 2023 Schnell ermittelt – Rudolf Faden (Regie: Michi Riebl)
- 2023 Wie kommen wir da wieder raus? (Regie: Eva Spreitzhofer)
- 2024 Schnee von gestern (Regie: David Wagner)
- 2024 Tatort: Dein Verlust (Regie: Katharina Mückstein)
- 2024 Bach – Ein Weihnachtswunder (Regie: Florian Baxmeyer)[5]